# GNG4
GNG4 (англ. G protein subunit gamma 4) – білок, який кодується однойменним геном, розташованим у людей на короткому плечі 1-ї хромосоми.  Довжина поліпептидного ланцюга білка становить 75 амінокислот, а молекулярна маса — 8 389.
| 10         |  | 20         |  | 30         |  | 40         |  | 50         |
| ---------- |  | ---------- |  | ---------- |  | ---------- |  | ---------- |
| MKEGMSNNST |  | TSISQARKAV |  | EQLKMEACMD |  | RVKVSQAAAD |  | LLAYCEAHVR |
| EDPLIIPVPA |  | SENPFREKKF |  | FCTIL      |  |            |  |            |

A: Аланін

C: Цистеїн

D: Аспарагінова кислота

E: Глутамінова кислота

F: Фенілаланін

G: Гліцин

H: Гістидин

I: Ізолейцин

K: Лізин

L: Лейцин

M: Метіонін

N: Аспарагін

P: Пролін

Q: Глутамін

R: Аргінін

S: Серин

T: Треонін

V: Валін

Кодований геном білок за функцією належить до білків внутрішньоклітинного сигналінгу. 
Локалізований у клітинній мембрані, мембрані.